# Pro League 2012-13
La Jupiler League 2012/13 fue la 110.ª edición de la Primera División de Bélgica, la máxima competición futbolística de Bélgica. El RSC Anderlecht es el actual defensor del título. Comienza el 28 de julio de 2012 con el primer partido de la temporada entre KV Cortrique y el defensor del título, el RSC Anderlecht. El último partido se jugó el 26 de mayo de 2013, que es el partido de vuelta de la repesca europea. Anderlecht ganó su 32° título.

## Equipos y estadios

### Ascensos y descensos
| Pos. | de la Primera División de Bélgica 2011/12 |
| ---- | ----------------------------------------- |
| 15.º | KVC Westerlo                              |
| 16.º | Sint-Truidense                            |

| Pos. | de la Segunda División de Bélgica 2011/12 |
| ---- | ----------------------------------------- |
| 1.º  | R. Charleroi S.C.                         |
| 2.º  | Waasland-Beveren                          |

### Equipos 2012/13
| RSC Anderlecht                            | Anderlecht | John van den Brom   | Estadio Constant Vanden Stock  | 21.000 |
| Beerschot AC                              | Amberes    | Jacky Mathijssen    | Estadio Olímpico de Amberes    | 13.132 |
| R. Charleroi S.C.                         | Charleroi  | Mario Notaro        | Stade du Pays de Charleroi     | 25.000 |
| Círculo de Brujas                         | Brujas     | Lorenzo Staelens    | Estadio Jan Breydel            | 29.945 |
| Club Brujas                               | Brujas     | Juan Carlos Garrido | Estadio Jan Breydel            | 29.945 |
| KV Cortrique                              | Cortrique  | Hein Vanhaezebrouck | Guldensporen Stadion           | 9.500  |
| KRC Genk                                  | Genk       | Mario Been          | Cristal Arena                  | 24.900 |
| KAA Gent                                  | Gante      | Víctor Fernández    | Jules Ottenstadion             | 12.919 |
| Lierse SK                                 | Lier       | Hany Ramzy          | Herman Vanderpoortenstadion    | 14.538 |
| KSC Lokeren                               | Lokeren    | Peter Maes          | Daknamstadion                  | 10.000 |
| RKV Malinas                               | Malinas    | Harm van Veldhoven  | Argosstadion Achter de Kazerne | 13.123 |
| RAEC Mons                                 | Mons       | Enzo Scifo          | Stade Charles Tondreau         | 12.000 |
| Oud-Heverlee Leuven                       | Lovaina    | Ronny Van Geneugden | Den Dreef                      | 9.493  |
| Standard Lieja                            | Lieja      | Mircea Rednic       | Estadio Maurice Dufrasne       | 30.000 |
| Waasland-Beveren                          | Beveren    | Glen De Boeck       | Freethiel Stadion              | 13.290 |
| SV Zulte Waregem                          | Waregem    | Francky Dury        | Regenboogstadion               | 8.500  |
| Datos actualizados al 26 de mayo de 2013. |            |                     |                                |        |

## Equipos porregiones y provincias
| Provincia          | N.º | Equipos                                                         |
| ------------------ | --- | --------------------------------------------------------------- |
| Flandes Occidental | 4   | Círculo de Brujas, Club Brujas, KV Cortrique y SV Zulte Waregem |
| Flandes Oriental   | 3   | KAA Gent, KSC Lokeren y Waasland-Beveren                        |
| Amberes            | 3   | Beerschot AC, Lierse SK y RKV Malinas                           |
| Henao              | 2   | R. Charleroi S.C. y RAEC Mons                                   |
| Bruselas-Capital   | 1   | Anderlecht                                                      |
| Brabante Flamenco  | 1   | Oud-Heverlee Leuven                                             |
| Limburgo           | 1   | KRC Genk                                                        |
| Lieja              | 1   | Standard Lieja                                                  |

## Temporada regular
|    | Equipo            | PJ | PG | PE | PP | GF | GC | Dif. | Pts. |
| -- | ----------------- | -- | -- | -- | -- | -- | -- | ---- | ---- |
| 1  | Anderlecht        | 30 | 20 | 7  | 3  | 69 | 27 | +42  | 67   |
| 2  | Zulte-Waregem     | 30 | 19 | 6  | 5  | 49 | 29 | +20  | 63   |
| 3  | Genk              | 30 | 15 | 10 | 5  | 63 | 40 | +23  | 55   |
| 4  | Brujas            | 30 | 15 | 9  | 6  | 66 | 43 | +23  | 54   |
| 5  | Lokeren           | 30 | 14 | 9  | 7  | 53 | 38 | +15  | 51   |
| 6  | Standard Lieja    | 30 | 15 | 5  | 10 | 54 | 33 | +21  | 50   |
| 7  | Mons              | 30 | 13 | 5  | 12 | 48 | 53 | -5   | 44   |
| 8  | Malinas           | 30 | 12 | 5  | 13 | 44 | 42 | +2   | 41   |
| 9  | Cortrique         | 30 | 11 | 6  | 13 | 31 | 30 | +1   | 39   |
| 10 | OH Leuven         | 30 | 8  | 12 | 10 | 46 | 51 | -5   | 36   |
| 11 | Charleroi         | 30 | 10 | 4  | 16 | 30 | 49 | -19  | 34   |
| 12 | Gent              | 30 | 8  | 10 | 12 | 33 | 40 | -7   | 34   |
| 13 | Waasland-Beveren  | 30 | 7  | 9  | 14 | 28 | 49 | -21  | 30   |
| 14 | Lierse            | 30 | 5  | 11 | 14 | 28 | 53 | -25  | 26   |
| 15 | Beerschot         | 30 | 6  | 5  | 19 | 31 | 61 | -30  | 23   |
| 16 | Círculo de Brujas | 30 | 3  | 5  | 22 | 30 | 65 | -35  | 14   |

 Fuente: Jupiler Pro League

### Leyenda
|  | Play-off por el campeonato.                                 |
|  | Play-off por la clasificación a la Liga Europea de la UEFA. |
|  | Play-off por el descenso.                                   |

## Play-off por el campeonato
- Los puntos obtenidos durante la temporada regular se redujeron a la mitad (y se redondearon en caso de puntuación impar) antes del inicio de la postemporada. Como resultado, los equipos comenzaron con los siguientes puntos antes de la postemporada: Anderlecht 34 puntos, Zulte Waregem 32, Genk 28, Club Brujas 27, Lokeren 26 y Standard 25. En caso de empate al final de los play-offs, el medio punto se deducirá si se agregó. Anderlecht, Genk, Lokeren y Zulte Waregem recibieron este tipo de bono debido al redondeo y por lo tanto siempre se clasifican por debajo del Club Brujas y Standard en el caso de empates.

|   | Equipo         | PJ | PG | PE | PP | GF | GC | DG | PTS |
| - | -------------- | -- | -- | -- | -- | -- | -- | -- | --- |
| 1 | Anderlecht     | 10 | 4  | 3  | 3  | 16 | 11 | +5 | 49  |
| 2 | Zulte-Waregem  | 10 | 4  | 3  | 3  | 20 | 20 | 0  | 47  |
| 3 | Club Brujas    | 10 | 6  | 1  | 3  | 21 | 17 | +4 | 46  |
| 4 | Standard Lieja | 10 | 5  | 2  | 3  | 22 | 20 | +2 | 42  |
| 5 | Genk           | 10 | 3  | 3  | 4  | 11 | 13 | -2 | 40  |
| 6 | Lokeren        | 10 | 1  | 2  | 7  | 15 | 24 | -9 | 31  |

### Leyenda
|  | Clasificado para la Fase de grupos de la Liga de Campeones 2013-14.                                               |
|  | Clasificado para la Tercera ronda previa de la Liga de Campeones 2013-14.                                         |
|  | Clasificado para la Cuarta ronda previa (play-off) de la Liga Europea 2013-14 como ganador de la Copa de Bélgica. |
|  | Clasificado para la Tercera ronda previa de la Liga Europea 2013-14.                                              |
|  | Clasificado para la Segunda ronda previa de la Liga Europea 2013-14.                                              |

## Play-off de Europa League

### Grupo A
| Equipo    | PJ | PG | PE | PP | GF | GC | DG | Pts |
| --------- | -- | -- | -- | -- | -- | -- | -- | --- |
| Gent      | 6  | 4  | 2  | 0  | 9  | 3  | +6 | 14  |
| Mons      | 6  | 3  | 1  | 2  | 7  | 8  | −1 | 10  |
| Lierse    | 6  | 1  | 1  | 4  | 5  | 8  | −3 | 4   |
| Cortrique | 6  | 1  | 2  | 3  | 4  | 6  | −2 | 2   |

|           | MON   | KVC | GNT | LIE |
| --------- | ----- | --- | --- | --- |
| Mons      | –     | 2–1 | 1–1 | 2–1 |
| Cortrique | [ 2 ] | –   | 0–0 | 0–3 |
| Gent      | 2–1   | 1–0 | –   | 3–0 |
| Lierse    | 0–1   | 0–0 | 1–2 | –   |

### Grupo B
| Equipo           | PJ | PG | PE | PP | GF | GC | DG | Pts |
| ---------------- | -- | -- | -- | -- | -- | -- | -- | --- |
| OH Leuven        | 6  | 3  | 1  | 2  | 9  | 8  | +1 | 10  |
| Malinas          | 6  | 3  | 1  | 2  | 8  | 7  | +1 | 10  |
| Charleroi        | 6  | 1  | 4  | 1  | 5  | 3  | +2 | 8   |
| Waasland-Beveren | 6  | 1  | 2  | 3  | 3  | 7  | −4 | 5   |

|                  | RKVM | OHL | CHA | W-B |
| ---------------- | ---- | --- | --- | --- |
| Malinas          | –    | 1–5 | 0–0 | 2–0 |
| OH Leuven        | 0–3  | –   | 0–0 | 3–1 |
| Charleroi        | 1–2  | 3–0 | –   | 1–1 |
| Waasland-Beveren | 1–0  | 0–1 | 0–0 | –   |

### Final de la eliminatoria de Europa League
El ganador clasifica al Testmatch, que da un billete a la Europa League.
| Equipo 1 | Agr. | Equipo 2  | Ida | Vuelta |
| -------- | ---- | --------- | --- | ------ |
| Gent     | 8-2  | OH Leuven | 4-1 | 4-1    |

### Testmatch
Gent, el ganador de los play-offs de Europa League juega contra Standard Lieja, cuarto clasificado en el play-off por el campeonato por una plaza en la segunda ronda previa de la UEFA Europa League 2013-14.
| Equipo 1       | Agr. | Equipo 2 | Ida | Vuelta |
| -------------- | ---- | -------- | --- | ------ |
| Standard Lieja | 7-1  | Gent     | 0-1 | 7-0    |

## Play-off de descenso
Los equipos clasificados en las dos últimas posiciones se enfrentaron en los play-offs de descenso. El equipo que terminó en la 15.ª posición, en este caso el Beerschot, se inicia con una bonificación de tres puntos y tras ganar el primer partido la amplió a 6 puntos de ventaja, pero el Círculo de Brujas ganó los 3 partidos restantes, superando a Beerschot en la tabla. Finalmente, Beerschot descendió a la Segunda División el 20 de abril de 2013, sin embargo, un mes más tarde Beerschot queda en quiebra y se disuelve. Círculo de Brujas se vio obligado a jugar los play-offs de promoción con tres equipos de la Segunda División de Bélgica. Era la primera vez que un equipo de la Pro League logró ganar el play-off y mantener la categoría.
| Pos | Equipo            | Pts | PJ | PG | PE | PP | GF | GC | DIF |
| --- | ----------------- | --- | -- | -- | -- | -- | -- | -- | --- |
| 1º  | Círculo de Brujas | 9   | 4  | 3  | 0  | 1  | 3  | 2  | +1  |
| 2º  | Beerschot         | 6   | 4  | 1  | 0  | 3  | 2  | 3  | -1  |

## Goleadores
| #  | Jugador           | Club           | Goles |
| -- | ----------------- | -------------- | ----- |
| 1  | Carlos Bacca      | Club Brujas    | 25    |
| 2  | Ilombe Mboyo      | Gent           | 20    |
| 3  | Ibou              | OH Leuven      | 19    |
| 3  | Dieumerci Mbokani | Anderlecht     | 19    |
| 5  | Maxime Lestienne  | Club Brujas    | 17    |
| 5  | Mbaye Leye        | Zulte Waregem  | 17    |
| 5  | Jelle Vossen      | Genk           | 17    |
| 8  | Imoh Ezekiel      | Standard Lieja | 16    |
| 9  | Franck Berrier    | Zulte Waregem  | 14    |
| 10 | Michy Batshuayi   | Standard Lieja | 12    |
| 10 | Tom De Sutter     | Anderlecht     | 12    |
| 10 | Hamdi Harbaoui    | Lokeren        | 12    |
| 10 | Mustapha Jarju    | Mons           | 12    |
| 10 | Nicklas Pedersen  | Malinas        | 12    |
| 10 | Jérémy Perbet     | Mons           | 12    |